# 波加尼
波加尼，是匈牙利巴兰尼亚州所辖的一个村。总面积11.55平方公里，总人口1123，人口密度97.2人/平方公里（2011年1月1日）。